# Georg von Gravenegg
Georg von Gravenegg (* 15. oder 16. Jahrhundert; † 1571) war von 1557 bis 1571 Fürstabt des Fürststifts Kempten und davor als Koadjutor seines Vorgängers Wolfgang von Grünenstein aktiv. Ein weiterer Namen lautet Georg Freiherr von Graveneck.
Im Jahr 1562 erließ Georg von Gravenegg den Druck einer neuen bzw. überarbeiteten Landesordnung für das Fürststift. Ebenso ließ er neue Papiermühlen einrichten, um die enorme Papiernachfrage der Druckerstadt Augsburg zu decken.
Der Fürstabt stammte aus dem schwäbischen Uradel mit Stammsitz im württembergischen Münsingen. Dieses Geschlecht wurde 1459 zu Reichsfreiherren und 1664 in den Grafenstand erhoben. Erloschen ist das Geschlecht 1728. Die Tradition dieser Familie im Fürststift geht wahrscheinlich bis in das Jahr 1481 auf den Stiftsherren Peter Freiherr von Graveneck zurück.
Nach der Zerstörung im Jahr 1632 der Stiftskirche St. Maria, in der seine Grabstätte war, wurden die Gebeine des Fürstabts Georg von Gravenegg in die Krypta der neuen Stifts- und Pfarrkirche St. Lorenz übertragen.